# گیلبرت لاوز
گیلبرت لاوز (انگلیسی: Gilbert Laws; ۶ ژانویهٔ ۱۸۷۰ – ۳ دسامبر ۱۹۱۸) قایقران قایق بادبانی اهل بریتانیا بود.